# Fedde Schurer
Fedde Schurer (Drachten, província de Frísia 1898- Heerenveen, 1968) fou un escriptor frisó.
De jove fou membre de la Jongfryske Mienskip, i de la Kristlik Frysk Selskip, on va fer amistat amb Douwe Kalma, però durant la guerra va militar en el Partit Socialdemòcrata i col·laborà amb la resistència.
El 1946 va editar amb Eeltsje Boates Folkerstma va editar la revista De Tsjerne, de caràcter literari, però alhora nou portaveu del moviment frisó. El 1951 fou detingut per activisme en favor del frisó, després d'un article seu al Heerenveen Kourier però després d'alguns incidents en els carrers de Ljouwert (els Kneppelfreed).

## Obres
- Fersen (Versos, 1925)
- Utflect (Emissió, 1930)
- Lof fen alle tiden (Glòria de tots els temps, 1934)
- Op alle winnen (A tots els vents, 1934)
- Fen twa wâllen (Dels dos bastions, 1940)
- Bonifatius (1954)
- Opheind en trochjown (1966)
- Simson (Samsó, 1942)
- De gitaer by it boek (1966-1969)